# Ermengard av Hesbaye
Ermengarde av Hesbaye, född 778, död 818, var en tysk-romersk kejsarinna och drottning av Frankerriket som gift med Ludvig den fromme.

## Biografi
Ermengarde var dotter till greve Ingram av Hesbaye och Rotrude. Hon gifte sig omkring år 794 med Ludvig den fromme, som vid den tidpunkten var kung av Akvitanien. Hon var möjligen hans konkubin före deras giftermål.
År 813 blev hennes make medkung till sin far, som han 814 efterträdde som kung och kejsare, vilket gjorde Ermengarde till drottning och kejsarinna. Hon kröntes tillsammans med sin make av påven i Reims 816. 
Ermengarde avled i Angers.

## Barn
1. Lothar I (795–29 september 855)
2. Pippin av Akvitanien (803–13 december 835)
3. Ludvig den tyske (805–28 augusti 876)
4. Rotrude, född 808, gift med Gerard av Auvergne
5. Alpaide eller Alpais, prinsessa av Frankerriket, född 810. Gift med Beggen (Bego) greve av Paris. De fick 3 barn.
6. Hildegard, prinsessa av Frankerriket (812–841), gift med Gerard av Auvergne, som änka abbedissa av Laon
7. Adelaide, prinsessa av Frankerriket, född 814